# Yeongjongdo
Yeongjongdo är en ö i Sydkorea.   Den ligger i provinsen Incheon, i den nordvästra delen av landet, 40 km väster om huvudstaden Seoul.